# Joseph de Garidel
Joseph de Garidel, né le 21 février 1584 à Aix-en-Provence et mort le 7 septembre 1644 à  Aix-en-Provence, a été un célèbre jurisconsulte occupant les fonctions de recteur de l’Université d’Aix le 1er mai 1637 et consul (assesseur et procureur) de cette ville le 30 avril 1640.

## Biographie
Joseph est le fils d’Albert de Garidel (1540-1586),, et de Lucrèce de Combe. Albert est  docteur en droit et avocat en la cour du parlement de Provence. En procès contre Jacques Catin, trésorier des Etats de Provence en 1570, Albert est reconnu dans sa noblesse dans une déclaration solennelle des gens du parlement de Provence en 1589,,.  Ils eurent plusieurs enfants dont Pierre de Garidel qui fut également recteur de l'Université d’Aix et ensuite assesseur et procureur du pays d’Aix.
Il épousa en premières noces à Aix en l’église de la Madeleine, le 1er mai 1605, Angélique de Cheilan, (1588-1618) fille d’Antoine de Cheilan, écuyer, seigneur de Moriès et de Lambruisse, et de dame Suzanne de Gombert. Il épouse en deuxièmes noces, le 29 décembre 1619, l'héritière de la branche des de Tillia de Manosque, Suzanne du Teil, fille d'Honoré, chevalier, seigneur d’Aubenas et de Sainte-Croix, juge de Riez, et de Louise de Monier sa seconde épouse. Ils eurent plusieurs enfants dont Paul de Garidel qui fut comme son frère recteur de l'Université d’Aix et ensuite assesseur et procureur du pays d’Aix.

## Carrière
Joseph de Garidel, écuyer d’Aix, a été un célèbre jurisconsulte,.
Il est reçu docteur en droit et avocat au parlement de Provence en 1604, questeur de l’université d’Aix en 1607, élu syndic des avocats le 7 octobre 1618, puis professeur de droit de 1626 à 1641.
Il est élu primicier (recteur) de l’Université d’Aix le 1er mai 1637 pour une durée d’un an. Dans le Livre de raison familial, Joseph écrit à cette occasion que « j’ai passé mon année fort heureusement et fort honorablement. Sit nomen Domini benedictum ».
Le 30 avril 1640 il devient quatrième consul, assesseur d’Aix et procureur du pays,. A cette occasion, il précise dans le Livre de raison familial: « j’ai été élu assesseur d’Aix, procureur du pays de Provence, en l'année 1640, sans brigue ni désir d’entrer dans une si illustre mais si pénible charge et je n’ai eu que trois ou quatre voix contraires ». Il devient donc assesseur du premier consul (maire) Jean-Baptiste de Castellane, seigneur de la Verdière, et des consuls Jean-Baptiste d’Arcussia, sieur du Revest et Jean Perrin, écuyer.  Au XVIIe siècle, l’honneur d'être assesseur récompense les représentants les plus distingués du barreau. Un an plus tard, il mentionne toujours dans son Livre de raison: « J’ai achevé mon année d’assesseur et de procureur du pays avec beaucoup de peine et de fatigue, mais avec beaucoup d’honneur. Dieu en soit loué ! ».

## Hommages
Joseph est l’auteur d’un Livre de raison commencé en 1605 qui sera poursuivi par cinq générations. Comme l'évoque le sociologue et historien de la Provence Charles de Ribbe (1827-1899) dans son étude sur Les familles et la société en France avant la Révolution publié en 1879, « nous sommes en présence de toute une galerie de portraits, tracés par le coeur, sinon par le pinceau des divers membres d’une famille, dont les Livres de raison ont été tenus, de 1605 jusqu’après la révolution, par cinq générations d’hommes distingués et de bons citoyens, docteurs, avocats, syndics du Barreau, primiciers de l’Université, administrateurs élus de la ville d’Aix et de la Provence ».